# 英國皇家飛行隊
皇家飛行隊（英語：Royal Flying Corps，縮寫：RFC）是第一次世界大戰中英國陸軍的航空兵。在戰爭的早期，皇家飛行隊主要通過火炮協作、照片偵察來支援英國陸軍。這些工作漸漸轉變到飛行員之間的空戰 ，到戰爭的後期，這些工作包括襲擊敵人的步兵部隊和砲台，轟炸德國機場，後來發展到戰略轟炸德國的工業和運輸設備。
在一戰開始的時候，由David Henderson領導的皇家飛行隊由5個中隊（squadron）組成。包括1個觀測氣球（Observation balloon）中隊（皇家飛行隊第一中隊）和4個飛機中隊（第二和第三中隊是世界上第一個固定翼飛行中隊）。它們最早於1914年9月13日用於空中觀靶，但是只有在1915年5月9日在Aubers Ridge使用了無線通訊後，這一應用才開始完善。航空攝影（Aerial photography）也於1914年開始試驗，同樣在下一年才開始完善。到1918年拍攝可以在15000英尺高度進行，有超過3000人進行判讀。

## 起源和早期歷史

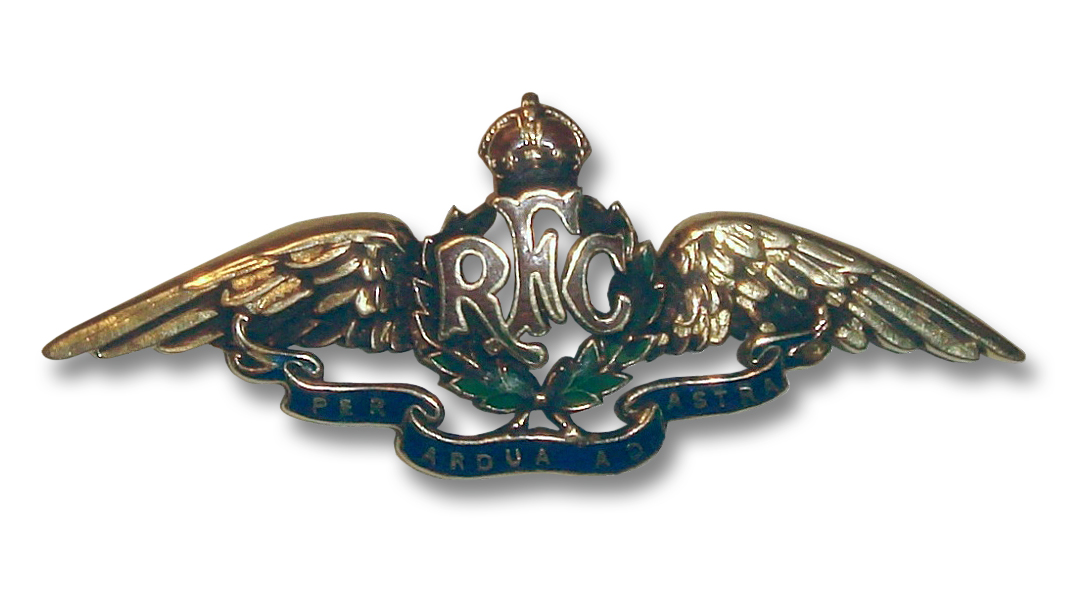
皇家飛行隊帽徽

隨著人們日漸認識到飛機的潛力，可作為一種具有成本效益的戰場偵察和火炮觀察的工具，帝國國防委員會於1911年11月設立了一個小組委員會去研究軍事航空的議題。1912年2月28日小組委員會彙報了其研究結果，建議組建一支由海軍和陸軍飛行大隊、中央飛行學校和飛機工廠組成的飛行部隊，委員會的建議被接納，並在同年4月13日由英王佐治五世簽署了皇家委任狀組建皇家飛行隊(RFC)。一個月後英國皇家工兵部隊的航空營於5月13日成為RFC的陸軍飛行大隊。
皇家飛行隊(RFC)最初期的兵力編制為133名軍官，到1912年年底，RFC有12個載人熱氣球和36架飛機。RFC最初由陸軍訓練指揮官韓得善準將負責，並分別在陸軍和海軍設有專責的分科部門。賽克斯少校指揮陸軍飛行大隊而C R桑松中校指揮海軍飛行大隊。然而，跟陸軍不同的是地位崇高的皇家海軍希望保留對其海軍飛機的更大控制權，因此，在1914年7月1日皇家海軍正式將其RFC的海軍分科部門分離出去，並更名為皇家海軍航空勤務隊(RNAS)，而先前合併的中央飛行學校保留在RFC中。
RFC的格言是“Per ardua ad astra”(拉丁語)，意譯為“在逆境中飛向群星”("Through adversity to the stars")。這句子仍然是現在皇家空軍和其他英聯邦空軍的格言。
RFC的第一宗致命事故發生在1912年7月5日，尤斯提·洛林上尉和他的觀察員R.H.V.威爾遜上士從拉克山機場起飛，在索爾茲伯里平原的巨石陣附近位置墜機罹難。但飛機失事後RFC迅速發佈的一道"今晚將照常飛行"的命令，從而開始了一個持久的傳統。
1912年8月，皇家海軍上尉韋費特·帕克成為第一位在阿弗羅G型雙翼機發生螺旋下墜意外中恢復飛機控制的飛行員，同時他亦剛剛打破了世界耐力紀錄，在拉克山離地700英尺處進入尾旋狀態。但四個月後的12月11日，帕克上尉駕駛亨德里·佩奇F型單翼機從亨頓飛往牛津時墜機喪生。

## 飛機
RFC 在戰爭期間使用的飛機包括：

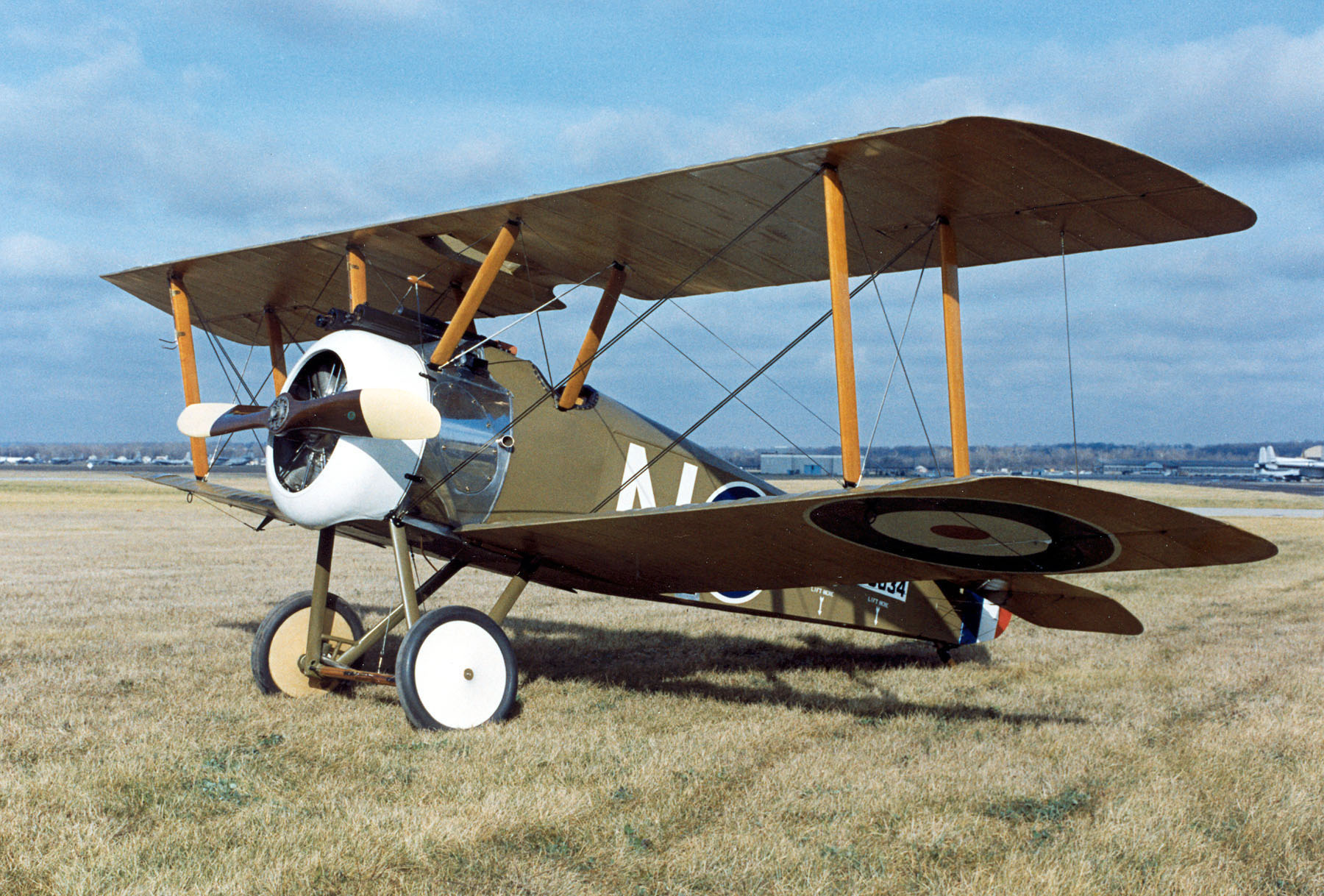
索普威思·駱駝式戰鬥機

- 飛機製造公司(Airco)（英语：Aircraft Manufacturing Company） DH 2（英语：Airco DH.2）, DH 4（英语：Airco DH.4）, DH 5（英语：Airco DH 5）, DH 6（英语：Airco DH.6）, 與及DH 9（英语：Airco DH.9）
- 阿姆斯壯-惠特沃斯 F.K.8（英语：Armstrong Whitworth F.K.8）
- 阿弗羅Avro 504（英语：Avro 504）
- 布里斯托飛機公司;布里斯托斥候（英语：Bristol Scout）單座戰鬥機, 布里斯托F2A（英语：Bristol F.2）與布里斯托F2B（英语：Bristol F.2）雙座戰鬥機
- 亨德里·佩奇O/400型雙翼轟炸機（英语：Handley Page Type O）
- 馬丁西德G.100（英语：Martinsyde G.100）
- 莫蘭-索尼耶子彈（英语：Morane-Saulnier N）傘式單翼機
- 紐波特斥候機（英语：Societe Anonyme des Etablissements Nieuport）17, 24, 27
- 皇家飛機工廠B.E.2a, B.E.2b, B.E.2c, B.E.2e（英语：Royal Aircraft Factory B.E.2）, B.E.12（英语：Royal Aircraft Factory B.E.12）, F.E.2b（英语：Royal Aircraft Factory F.E.2）, F.E.8（英语：Royal Aircraft Factory F.E.8）, R.E.8（英语：Royal Aircraft Factory R.E.8）, S.E.5a（英语：Royal Aircraft Factory S.E.5）
- 索普威思航空公司 1½ Strutter（英语：Sopwith 1½ Strutter）, 小狗式, 三翼戰鬥機, 駱駝式, 鷸式（英语：Sopwith Snipe）, 海豚式（英语：Sopwith Dolphin）
- 斯柏特S-VII戰鬥機
- 維克斯FB5（英语：Vickers F.B.5 Gunbus）

## 組織與發展

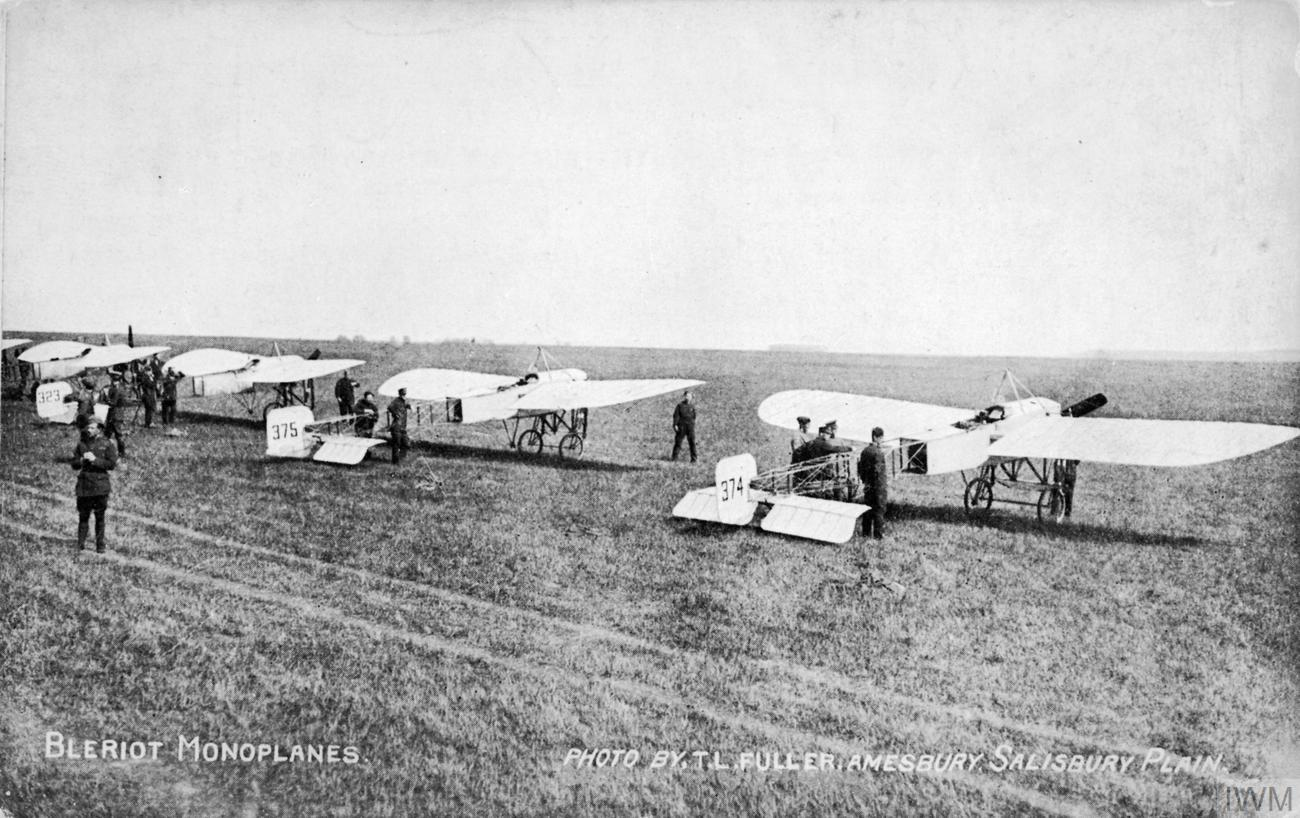
1914年RFC在尼得拉的布萊里奧XI單翼機。

皇家飛行隊成立於1912年，由一支陸軍和一支海軍飛行大隊組成，陸軍飛行大隊由三個中隊組成，每個中隊由一名少校指揮。海軍飛行大隊的飛行員和飛機比陸軍的少，直到1914年才編組自己的飛行中隊; 並且於同年脫離RFC。到1914年11月，即使考慮到帳面上損失了海軍飛行大隊的飛行員和飛機，但RFC的兵力編制已經得到了充分的擴張，足以保證建立由兩個或兩個以上的飛行中隊組成的大隊。
這些飛行大隊由中校指揮。1915年10月RFC進行了進一步的擴張，為建立旅級單位提供了理由，每個旅由準將級官階指揮。其後進一步擴大規模導致需要設立師級單位，同時於1917年8月成立訓練師部與及於同年12月提升皇家飛行隊中東部隊的地位為師級單位。此外，雖然身處法國的皇家飛行隊旗下的部隊從未被冠以師級單位稱號，但到1916年3月RFC駐法單位由幾個旅組成，其指揮官特倫查德已晉陞為少將，實際使其意義上處於師級地位。最後，由於德軍對倫敦和英格蘭東南部的空襲導致1917年8月，由稍後晉陞為少將的艾希摩的指揮下建立起皇家飛行隊倫敦防空區。

## 中隊
最初組成的三個RFC飛行中隊中有兩個來自英國皇家工兵部隊的航空營; 操作載人熱氣球的第1連轉成皇家飛行隊第1中隊與操作重於空氣的飛行器的第2連轉成第3中隊，同日RFC還成立了第二支操作重於空氣的飛行器的第2中隊。
由第2中隊的成員於1912年8月成立了第4中隊，而第5中隊則來自於第3中隊的成員在1913年7月成立。
到1918年3月底，皇家飛行隊由大約150個中隊組成。
RFC飛行中隊的編制結構因其指派的任務角色而異，儘管中隊指揮官通常是少校（中隊長基本上是一位非作戰角色），中隊的"飛行小隊"是基本的戰術和作戰單位，每個小隊都由一名上尉去領軍。"記錄官"（上尉/中尉級官階）將擔任中隊情報官和副官，在中隊行政部指揮兩到三名士官和十名其他級別軍階的官兵。每個飛行作戰單位平均包含6至10名飛行員（如果中隊有雙座機的話，有相應數量的觀察員），還包括有一名高級士官和36名其他級別軍階的人員（如鉗工、機身裝配工、金屬工匠、裝甲兵等）。一般中隊還有一名裝備官、一名軍備官（率領五名其他級別軍階的人員）和一名運輸官負責管理22名其他級別軍階的人員。

## 大隊（Wings）
皇家飛行隊的飛行大隊由若干中隊組成。
英國皇家飛行隊成立時，原意為一個海陸兩軍聯合的飛行勤務單位。因為英國陸軍和英國皇家海軍之間的軍種對立，軍方高層認為有必要為RFC建立新的專用名詞，以避免飛行隊賦與一個格外的陸軍或海軍特徵的觀感。因此，RFC最初被分成兩支飛行大隊: 一支陸軍和一支海軍飛行大隊。到1914年海軍飛行大隊從皇家飛行隊獲得獨立，成為專屬海軍旗下的皇家海軍航空勤務隊(RNAS)。
1914年11月有了充分擴張的RFC，認為有必要組建飛行大隊的編制，以便集中管理各支飛行中隊。
陸軍飛行大隊編制被廢除，其駐英國的部隊被重新編組為行政勤務大隊。在法國作戰的RFC中隊被歸入新成立的第1大隊和第2大隊。第1大隊被分配到支援英國陸軍第1集團軍，而第2大隊支援英國陸軍第2集團軍。
隨著RFC的發展，飛行大隊的數量也越來越多。第3大隊成立於1915年3月1日，第5大隊於4月15日成立。到該年8月第6大隊已經創設，1915年11月第7大隊和第8大隊亦相繼成立。隨著戰場上不斷對航空部隊的需求，在整個第一次世界大戰期間RFC持續增設飛行大隊。最後一個 RFC飛行大隊是1918年3月創建的第54大隊，就在英國皇家空軍成立之前不久。
旅級單位建立後，飛行大隊承擔了專門的職能。RFC各大隊承擔炮兵觀察和地面聯絡任務，每個英國陸軍軍團各配屬有一個中隊。支援陸軍的飛行大隊負責保持空中優勢、地面轟炸和戰略偵察。駐英本土的部隊被配屬到國土防衛和訓練大隊。

## 航空旅
1915年8月大衛·韓得善爵士從法國前線回到英國陸軍部，他向陸軍委員會提交了一項計劃，旨在擴大RFC的指揮架構。該團的飛行大隊將成對組成旅級部隊，每個旅的指揮官將擔任臨時準將的軍銜。儘管有一些參謀人員反對，但該計劃仍得到了基秦拿伯爵採納。
在戰場上，大多數旅都被分配到集團軍。最初，一個旅由支援集團軍大隊和支援軍團大隊組成; 從1916年11月開始，增設了一個管理觀測氣球連的熱氣球大隊。後勤支援由陸軍停機場，飛機彈藥縱隊和備用卡車場提供。
RFC設立了以下航空旅（日期見括號）：
- I旅 (1916年1月16日)
- II旅 (1915年10月23日)
- III旅 (1916年1月16日)
- IV旅 (1916年4月1日)
- V旅 (1915年12月15日)
- VI旅 (1916年1月15日)
- 中東旅（英语：RAF Middle East Command） (1916年7月1日)
- 巴勒斯坦旅 (1917年10月5日)
- VII旅 (1917年10月)
- 訓練旅(中東) (1917年12月14日)
- VIII旅（英语：VIII Brigade RAF） (1917年12月28日)
- IX旅 (1918年3月6日)

## 基地

### 英國本土
所有RFC作業地點都會被正式稱為"皇家飛行隊航空站再加上"該地區名稱"。一個典型的飛行中隊基地可能設置在四個航空站 - 一個機場供給中隊總部使用，另外有三個著陸場，每一個供給一支飛行小隊使用。航空站往往以當地火車站的名字命名，以簡化鐵路往來許可證的後方勤務。
典型的訓練機場由2,000英尺（610）的草地組成。有三組加單獨一個180英尺（55）x 100英尺（30）由木材或磚砌而成的機庫。在那裏還有多達12個帆布造的貝索諾式機庫，因為飛機，由木材，金屬線和織物製造，有可能受到氣候變化的損害而需建設機庫加以保護。其他機場建築通常是木製營房或尼森小屋。
著陸場一般為L形，通過移除兩個對衝區域之間範圍的樹木等構成的障礙物，從而允許飛機從兩個方向在400—500（1,300—1,600英尺）
距離的跑道都能降落。通常著陸場只有兩三名空勤人員工作，他們的工作是守衛燃料庫，並協助任何有機會降落的飛機。空勤人員和飛行員的住宿多半在帳篷中，特別是在西線戰場。如航空站沒有建造合適的住宿設施，軍官會被派到當地的鄉村民居，或被徵用的法式城堡投宿。

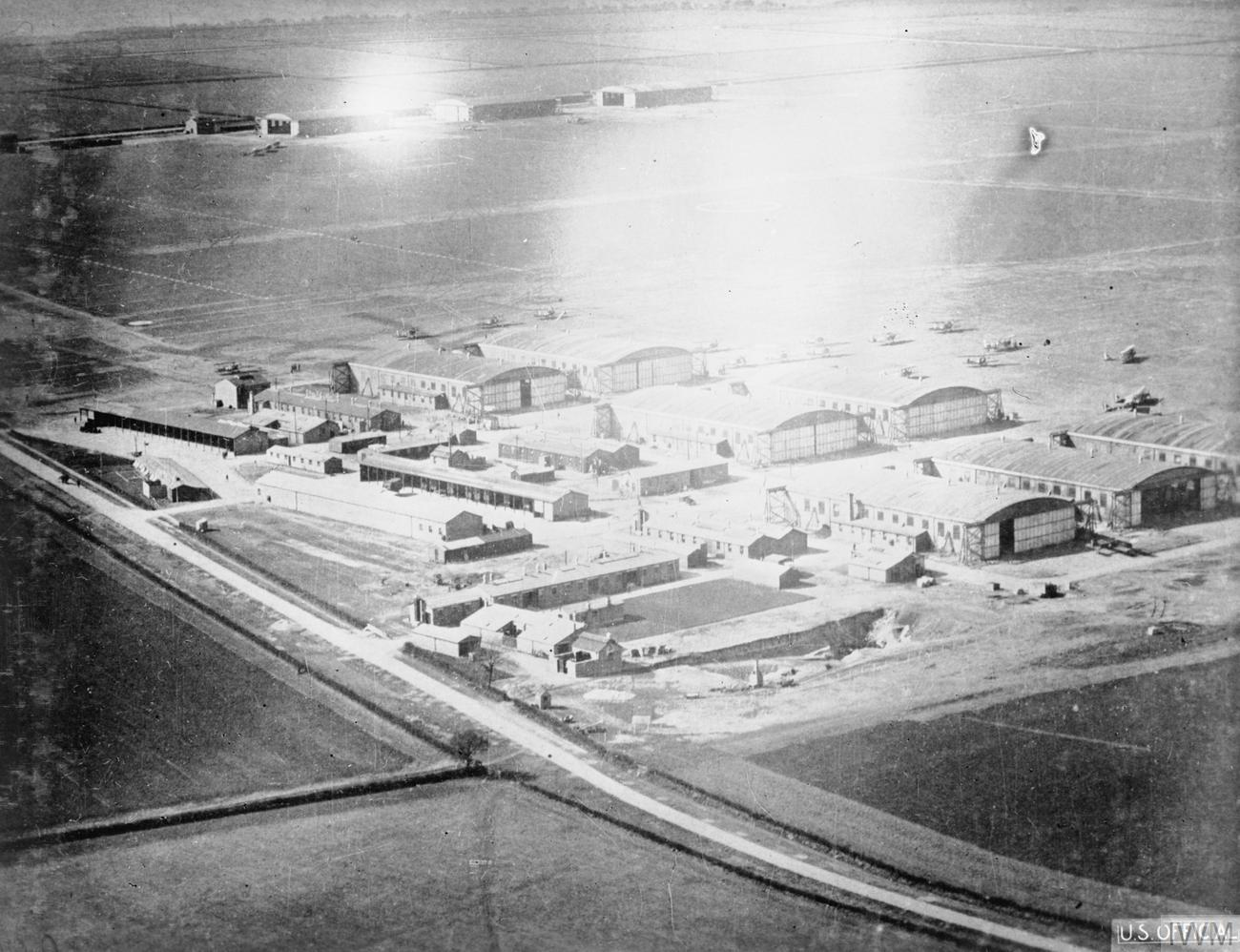
1918年2月11日取自空中拍攝，望向瓦丁頓機場西北方的全景照。

著陸場根據照明設備和白天或夜間作業進行分類: 
- 第一級別的著陸場 – 幾棟建築物、機庫和住宿設施。
- 第二級別的著陸場 – 一個永久的機庫，和幾間小屋。
- 第三級別的著陸場 – 一個臨時的貝索諾式機庫（英语：Bessonneau hangar）。
- 緊急（或救援用）著陸場 – 經常只是一塊曠野田地，通過致電給農民後啟動，要求他們把牧場的任何動物移出作緊急著陸使用。
- 夜間著陸場會利用煤氣燈在周邊點亮，並可能在附近的田野裡佈置一個照明彈降落路徑。

由於航空站設有飛行部隊總部/行政辦公室的建築物，食堂建築，燃料和武器貯藏庫，無線電報小屋和其他支援組織，以及飛機庫和維修設施，軍用機場通常會發展成一個龐大的場地。英國的納伯勒和馬咸兩者都是從相距幾英里的夜間著陸場開始運作的。一個是皇家海軍航空勤務隊(RNAS)航空站，而另一個是皇家飛行隊航空站。當時納伯勒發展成為英國最大的軍用機場，佔地908英畝（367公頃），擁有30英畝（12公頃）的建築，包括7個大型機庫，7個機動運輸（MT）車庫、5個車間、兩個煤場，2個士官宿舍、飛機塗漆棚和1個警衛室。馬咸佔地80英畝（32公頃）。這兩個航空站現在已經融入現今的馬咸皇家空軍基地之下。類似的還有伊斯頓山和史丹佛航空站，現在已經融入現今的威特靈皇家空軍基地。

### 加拿大
加拿大皇家飛行隊由RFC於1917年在加拿大成立，目的是在加拿大培訓空勤人員。RFC在安大略省南部設立了航空站，地點如下：
- 博登營地（英语：CFB Borden） 1917–1918年
- 盔甲海茨機場（英语：Armour Heights Field） 1917–1918年(飛行員培訓，特殊飛行學校(培訓飛行教練))
- 利賽德機場（英语：Leaside Aerodrome） 1917–1918年(炮兵協作學校)
- 朗布蘭奇機場（英语：Long Branch Aerodrome）1917–1918年
- 寇帝斯航空學校(Curtiss School of Aviation) (1915-1918年在多倫多群島漢倫點海灘上設有臨時木製機庫的飛艇站; 在朗布蘭奇(Long Branc)設有主校、簡易機場和金屬製機庫設施）
- 賴斯本營地(Camp Rathbun) 1917–1918年 (飛行員培訓)
- 莫霍克營地(Camp Mohawk) (飛行員培訓)
- 漢密爾頓火炮學校(Hamilton) 1917–1918年
- 比姆斯維爾營地(Beamsville Camp) (空戰學校) 1917–1918年

### 其他地區
- 法國聖奧梅爾, 1914-1918年（RFC駐法總部）– 現今是聖奧梅爾維澤訥機場(Saint-Omer-Wizernes Airport)和英國空勤紀念碑的地點
- 埃及伊斯梅利亞, (第57訓練中隊，第32訓練大隊總部) – 現今是伊斯梅利亞空軍基地（英语：Al Ismailiyah Air Base）
- 埃及阿布基爾, 1916–1918年(第22 & 23訓練中隊, 第20訓練大隊總部)
- 埃及阿布蘇耶(Abu Sueir), 1917–1918年(第57 & 195訓練中隊 – 現今是阿布蘇耶空軍基地（英语：Abu Suwayr Air Base）, 英國皇家空軍在第二次世界大戰期間亦有使用
- 埃及法爾達內(El Ferdan), (第17訓練中隊)
- 埃及里馬爾(El Rimal), 1917–1918年(第19訓練中隊) – 其後成為艾米耶皇家空軍基地（英语：RAF El Amiriya）(二戰後已被遺棄)
- 托利弗營地（英语：Camp Taliaferro）, 美國北德克薩斯1917–1918年(訓練)

## 第一次世界大戰

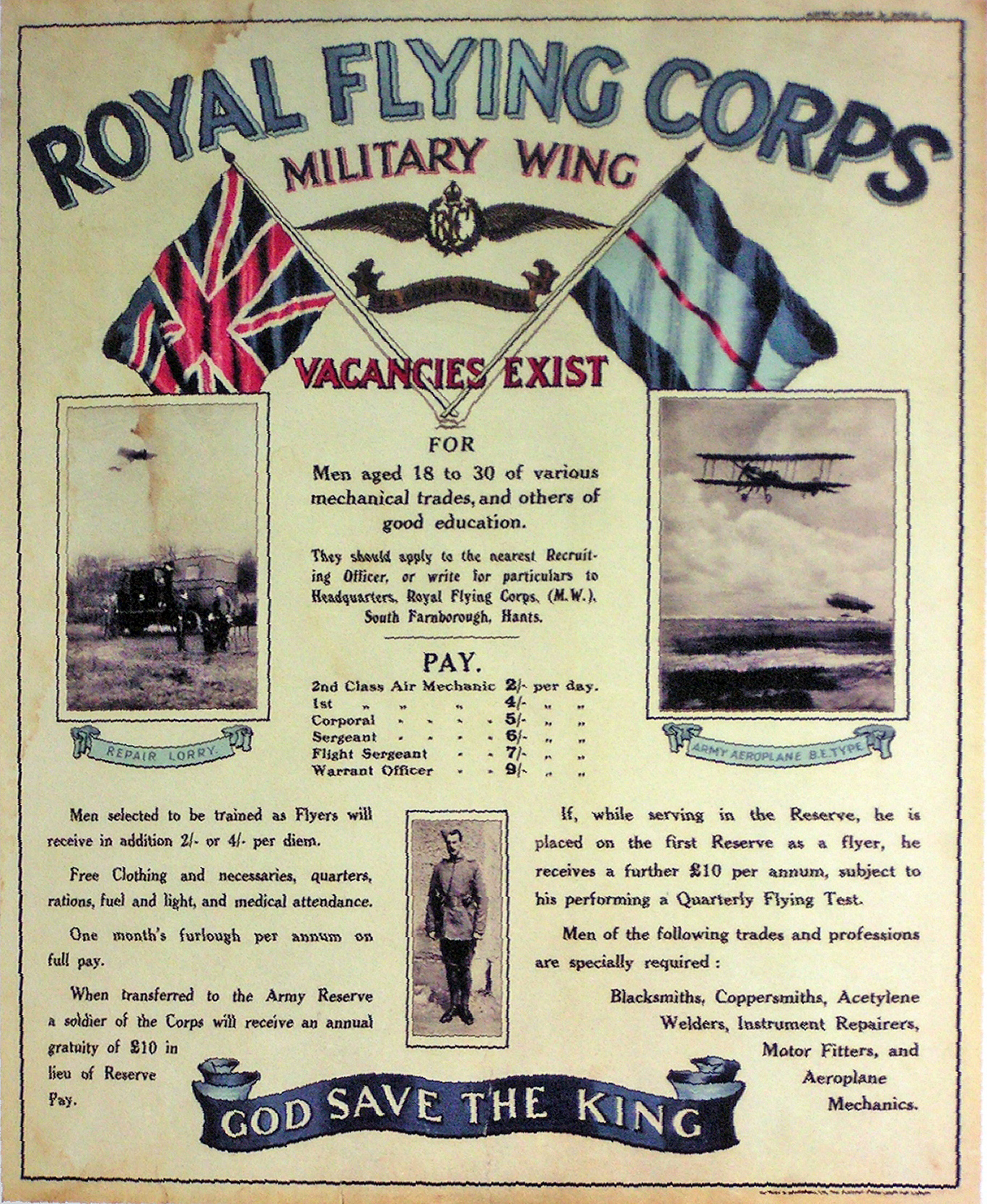
招募海報

皇家飛行隊還負責在西線戰場操作觀測氣球。1914年8月當英國遠征軍抵達法國時，RFC仍沒有觀測氣球可用，直到1915年4月等到第一支熱氣球中隊就位才恢復戰力，儘管觀測氣球是從法國航空兵租借來的。第一支英軍部隊於1915年5月8日抵達，並在奧貝爾嶺戰役期間展開行動。此後在整個戰爭期間的行動仍有繼續使用熱氣球。操作觀測氣球是高度危險的，在損毀或被破壞之前預期只能持續使用兩星期。結果也高度依賴觀察員的專門知識，並受天氣條件的影響。為了使氣球遠離炮兵火力的射程範圍，有必要在離前線或軍事行動區域一定的距離設置氣球。然而，風箏式氣球提供的穩定平臺使得它比飛機更適合當白晝的攝像機。
法軍在一戰的前半段，就像部署陸軍一樣，法國航空兵的兵力人數大大超過RFC，因此在作戰中能比英軍做得更多。儘管RFC操作的是老式飛機，1916年在積極進取的RFC指揮官特倫查德子爵領導下，並盡力讓RFC在軍事行動上採取持續進攻的態度將敵人擊退導致了RFC出現許多英勇的作戰功績和超過700人的高傷亡代價，此後，情況惡化，到1917年4月RFC在戰力、士氣和傷亡都踏入最低谷的情況，被稱為"血腥四月"。
然而，這種侵略性的攻勢、儘管代價高昂，但通過在整個戰爭期間不斷進行空照和觀測偵察，確實向陸軍總參謀部提供了關於德軍陣地和兵力數量等不可缺少的最新情報。

### 1914-15年：英國遠征軍初期的行動
戰爭開始時，皇家飛行隊的第2、第3、第4和第5中隊配備了飛機。第1中隊裝備了觀測氣球，但所有氣球在1913年被移交到海軍飛行大隊：此後，第1中隊重組為英國遠征軍的停機場中隊負責維護飛機。RFC的第一批傷亡人員發生在飛行隊到達法國之前：1914年8月12日，羅拔·斯肯中尉(Robert R. Skene)和航空機械師雷·巴羅(Ray Barlow)在前往多佛附近與RFC其他成員會合的途中在尼得拉墜機身亡。
1914年8月13日，由60架飛機組成的第2、3和第4中隊從多佛出發前往法國加入英國遠征軍(BEF)，幾天後第5中隊亦加入行列。飛機橫越英吉利海峽到濱海布洛涅，然後沿著法國海岸到索姆河，沿著河行軍到達亞眠。RFC伴隨英國遠征軍前進到莫伯日，8月19日著手了戰事中的第一次行動，其兩架飛機進行空中偵察任務。任務沒有取得很大的成功：為了減省重量，每架偵察機只載有一名飛行員，而不是平常的飛行員和觀察員。正因如此，加上天氣惡劣兩名飛行員都迷航，而且只有一人能夠完成任務。
1914年8月22日，第一架英軍飛機損失在德軍的炮火中。機組人員—第5中隊的飛行員文森·沃特法爾(Vincent Waterfall)少尉和觀察員查理·佐治·哥頓·貝利(Charles George Gordon Bayly)中尉駕駛阿弗羅504在比利時上空飛行時被地面步兵火力擊斃。
同樣在1914年8月22日，L E O查爾頓上尉(觀察員)和他的飛行員維維安·曉治·尼古拉斯·雲咸(Vivian Hugh Nicholas Wadham)中尉對接近英國遠征軍側翼的德國陸軍第一集團軍進行了至關重要的觀察。這使得總司令弗倫奇元帥得以重新調整他的戰線，並在蒙斯戰役拯救了他的軍隊。
第二天，皇家飛行隊獲得在蒙斯戰役中作戰，並且在兩天後獲得了第一次空戰勝利。8月25日一架德軍鴿式單翼機接近C.W.威爾遜(W. Wilson)中尉和尤安·拉巴利亞蒂中尉的機場時，正為阿弗羅504加油，他們馬上升空並擊落了德機。另一架RFC的飛機降落在附近，觀察員追趕德軍飛行員到附近的樹林裡。從蒙斯的西線大撤退後，皇家飛行隊在9月撤退到馬恩河，RFC偵察機識別出德軍亞歷山大·馮·克魯克的第一集團軍對暴露的法軍側翼作左邊迂迴運動。這一情報意義重大，使法軍能夠在馬恩河戰役中進行有效反擊，並再次證明瞭RFC的價值。
英國遠征軍總司令約翰·弗倫奇爵士於9月7日首次軍方的電報的內容包括："我特別希望引起上議院的注意，即皇家飛行隊在大衛·韓得善爵士的領導下所做的令人欽佩的工作。他們的技藝、幹勁和毅力已經超越了所有的讚美。他們給了我最完整和準確的戰場情報資訊，這在軍事行動中具有不可估量的價值。他們不斷受到友軍和敵人的射擊，在各種天氣狀況都毫不猶豫地飛行，他們自始至終都毫不畏懼。此外，通過實際空戰，他們成功地摧毀了敵人的五架飛機。"

### 標誌

1915年末使用的正規RFC圓形國籍標誌

戰爭初期，RFC飛機沒有系統地標有任何國家徽章。在中隊級別，各種風格的聯合傑克經常被塗在機翼上(有時還有機身側和/或方向舵)。然而，倘若塗裝一個巨大的聖喬治十字會被誤認為是德國鐵十字，RFC飛機會有被友軍地面部隊火力攻擊的危險。因此，到1915年底RFC採用了修改版本的法國三色帽徽與圓標，英軍的圓形國籍標誌顏色與法國的顛倒（最外側的圓環是藍色）。
與法國通常的做法不同，英軍圓標被應用於機身側和機翼。為了盡量減少被"友軍"攻擊的可能性，RFC飛機的方向舵被塗成與法軍相配的藍、白和紅色法國國旗條紋，戰爭後期，夜間飛行的飛機(特別是亨德里·佩奇O/400型雙翼轟炸機)採用了夜間版本的圓標，其中刪去了原標誌顯眼的白色圓環部分。

### 任務角色與職務

#### 無線電報
1914年9月下旬，在第一次埃納河戰役中，RFC利用無線電報協助炮兵瞄準，並首次拍攝了航空照片。

#### 航空照片-偵察
從16,000英尺高處，一個攝影板可以覆蓋前線2—3英里（3.2—4.8）的一些清晰細節。1915年JTC穆爾·布拉松(JTC Moore-Brabrazon)中校設計了第一台實用的空中攝影機。這些半自動攝影機成為皇家飛行隊的重中之重，偵照機很快與RFC一起投入服務。攝影機通常固定在機身的一側，或通過座艙地板上的一個孔操作。隨著對西線及其臨近區域的觀察需求日益增加，因此大量的航空攝影作業至關重要。航空照片專屬用於編撰英國陸軍在1915年中期推出非常詳細的1：10,000比例尺地圖。先進的航空攝影使整個1916年7月至11月的索姆攻勢都是基於RFC的空拍照片作出部署。

#### 炮兵觀測
皇家飛行隊的飛機最初和最重要的用途之一是觀察敵方前線後面的炮兵火力，協助炮兵瞄準地面觀測員看不到的目標。彈著點很容易被飛行員看到，只要偵察機在正確的時間在正確的地點尋找; 除此之外，難題還在於向炮兵連傳達校正彈著點訊識。1912-13年第3中隊和皇家炮兵負責制定程序。這些程序通常取決於飛行員的任務是針對特定目標的炮兵火力觀察，並報告有關目標的彈著點情況，讓炮兵調整他們的目標，保持重複射擊程序，直到擊中目標。一種早期的通信方法是寫一張便條，並把它空投到地面讓炮兵找到，但也會使用各種光學信號方法。這意味著飛行員必須觀察炮兵連何時射擊，看看炮兵是否在地面上使用白色標記板發出光學信號。
英國皇家工兵部隊的航空營在英國皇家飛行隊成立之前，在飛艇和飛機上率先進行了無線電報實驗。不幸的是早期的發報機重達75磅，而且填滿了駕駛艙的座位空間。這意味著飛行員必須駕駛飛機，導航，觀察火炮彈著點情況，並通過摩斯電碼自行傳輸訊識。此外，飛機上的無線電亦無法用作接收訊識。最初只有附屬於第4中隊的特殊無線電飛行小隊擁有無線電設備。最終，這支特殊飛行小隊在道丁少校的帶領下擴展到第9中隊。然而，在1915年初，斯特靈輕量級無線電報機成為可用機器，並被RFC廣泛使用。發報機填滿了駕駛艙的空間並通常由觀測員使用，發報機使用了拖曳天線，並必須在著陸前捲起。1915年英國遠征軍的每個軍團都被分配一支專門執行炮兵觀測和偵察任務的RFC中隊。
RFC的無線電實驗在賀伯·馬斯格雷夫(Herbert Musgrave)少校領導下，包括研究了軍用飛機如何使用無線電。然而，無線電開發中最重要的軍官是1914年9月在法國成立的RFC總部無線電部隊的當勞·路易士(Donald Lewis)中尉和巴隆·占士(Baron James)中尉。他們在飛行任務行動中開發了設備和程式。
一個重要的發展是1915年的區域召喚程式。此時的地圖是有方格的地圖，炮兵連被部署到一個區域，通常位置為地圖表中四分之一的方格區域，炮兵射擊目標位置可以從偵察機使用摩斯電碼中的字母數位式的符號傳輸報告。炮兵連指揮部旁的RFC地面信號員的職責是挑選出屬該炮兵區域的無線電召喚。測距開始後，空勤人員會使用時鐘代碼報告測距位置，炮兵調整了他們的射擊數據並再次炮擊，這個過程被重複，直到飛行員觀察到擊中目標或接近目標範圍。
火炮觀察結果是好壞參半的。因為需要訓練和技術。在炮兵部隊中的地面觀察員能接受發展火炮觀察技術的指導，而RFC空勤人員無法掌握這些技術。毫無疑問RFC中有一些非常熟練的火炮觀察員但亦有很多並不是，並且執行職務時有僥倖心理的傾向–常常報告擊中目標或接近範圍等與事實不符的報告。同時這些火炮觀察程序也很費時。
RFC無線電操作員的地面基地一般附屬於重炮部隊，如皇家要塞砲兵團的重炮兵連。而這些無線電操作員在軍需品上不得不自食其力，因為他們與所屬的中隊駐紮地有一些距離之外，他們亦不直屬炮兵連編制下。這引起了誰該對他們軍需品供應負責的關注，1916年11月RFC中隊指揮官被提醒"他們必須有責任與所屬的操作員保持密切聯繫，並作出一切必要安排，為他們提供毛毯、衣服、工資等"（1916年11月18日皇家飛行隊第2旅總部的信 - 公共記錄辦公室 AIR/1/864）
RFC無線電操作員往往是在臨時的掩體中在重炮火力下進行的。炮兵連是重要打擊目標，炮兵陣地的無線電天線的堅固性遠不如火炮，因此容易損壞，需要立即修理。除了取下和翻譯從飛機上傳來的眾多信號外，操作員還必須通過在地面上佈置的布條或信號燈與飛機通信，以便確認信號已收到。無線電通信是單向的，因為飛機上沒有安裝接收器，地面基地無法傳輸訊識。詳情來自: .   [2021-09-08]. （原始内容存档于2022-10-16）.
到1916年5月，306架飛機和542個地面基地已經配備了無線電設備。

#### 隱蔽行動
RFC的一個非常規的任務就是在敵戰線後方運送間諜。首次任務發生在1915年9月13日上午，但行動沒有獲得成功。飛機墜毀，飛行員和間諜受重傷，他們都被德軍捕獲(兩年後T.W.麥卡伊-摩根(T.W. Mulcahy-Morgan)上尉逃脫回到了英格蘭)。其後運送間諜的任務比首次更成功。除了運送間諜外，RFC還負責向他們提供用於將報告送回基地的信鴿。

#### 空中轟炸
皇家飛行隊有明顯的潛在能力對敵人進行空中轟炸，儘管早期作戰飛機的有效載荷很差，但RFC還是承擔了對敵轟炸任務。前線的中隊在富有創造力的飛行員的驅使下設計了幾種可攜式炸彈、瞄準裝置和投擲炸彈的方法。第3中隊的柯南中尉在駕駛艙側面投擲手榴彈，襲擊了敵軍縱隊：手榴彈的噪音導致馬匹潰散。在第6中隊，路易士·斯特蘭奇上尉用自製汽油彈成功摧毀了兩輛覆蓋著帆布的卡車。

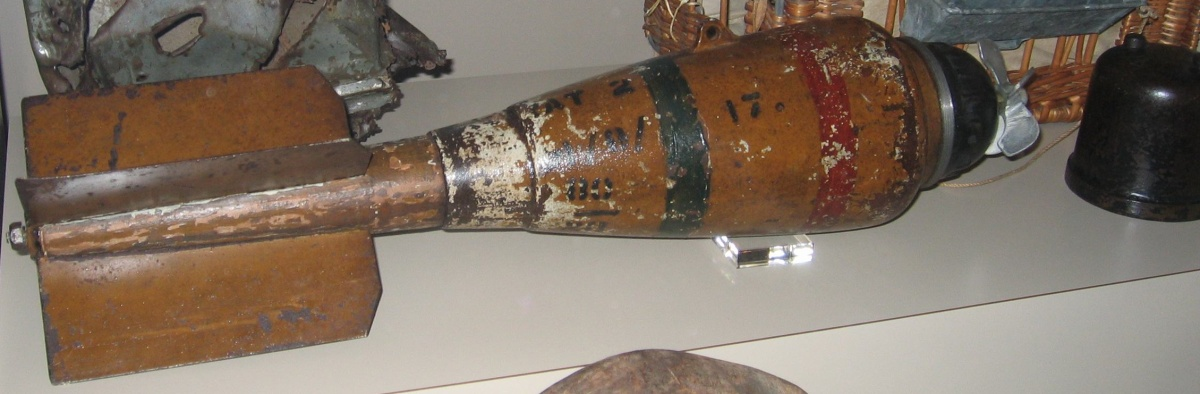

1915年3月RFC發動了一次轟炸突襲行動，斯特蘭奇上尉駕駛一架改裝了的皇家飛機工廠B.E.2c，通過拉動安裝在駕駛艙中的電纜線釋放攜帶在機翼炸彈架上的四枚20磅庫珀炸彈。襲擊了科特賴克火車站。斯特蘭奇從低空逼近，擊中了一列運兵列車，造成75人傷亡。同一天，第5中隊的卡邁克爾上尉從馬丁西德S.1斥候機投下一枚100磅重的炸彈在梅嫩的鐵路交界處。幾天後，第2中隊的威廉·巴納德·羅茲-摩雅候斯中尉駕駛B.E.2c轟炸科特賴克火車站後被授予維多利亞十字勳章。
1917年10月，RFC成立第41大隊去攻擊德國的戰略目標。大隊由第55中隊(飛行Airco DH 4)、第100中隊(飛行F.E.2b)和第16(海軍)中隊(飛行亨德里·佩奇O/400型)組成，第41大隊基地在奧謝由西里爾·內維爾中校指揮。第一次空襲發生在10月17日，當時有11架DH-4空襲薩爾布魯根，一星期後，9架亨德里·佩奇O/400型對薩爾布魯根的工廠發動夜襲，而16架F.E.2b轟炸了附近的鐵路。行動中有四架飛機未能返航。第41大隊其後增加了第99和104中隊，兩隊都飛行DH-4並在1918年加入皇家空軍旗下的獨立戰略轟炸航空軍。

#### 對地攻擊-支援陸軍
隨著戰爭的進行，飛機越來越多地參與地面攻擊行動，旨在支援陸軍推進期間破壞在前線或附近的敵軍。雖然正式計劃的戰術轟炸襲擊，通常都是針對特定目標，而地面攻擊通常由特殊飛行員執行或針對目標出現突擊機會時讓小型飛行小隊執行對地攻擊。雖然機槍是對地攻擊的主要武器裝備，但合適的炸彈架很快就被裝在許多單座戰機上，讓單座戰機亦能攜帶20磅庫珀炸彈。對地攻擊是在低空飛行下進行，而且往往成效卓越。對遭受空襲的地面部隊的精神上的打擊甚至可能帶來決定性的影響。這種行動對飛機被地面火力攻擊的危險性日益增加，一次從輕武器的射擊會可能擊落飛機，因為陸軍部隊學會了偏轉射擊技術，以擊中相對移動緩慢的敵機。在1917年6月的梅森戰役中，RFC指揮官特倫查德命令英軍空勤人員低空飛行越過戰線，並掃射轟炸所有有效的目標。陸軍部隊和皇家飛行隊的通力合作使技術得到迅速發展和改進，在第三次伊普爾戰役期間，來自14個RFC中隊的300多架飛機，包括攜帶四枚20磅炸彈的索普威思·駱駝式戰鬥機，在與坦克和步兵的協作下，不斷突擊敵方戰壕、部隊集結、炮兵陣地和據點。RFC的損失代價高昂，地面攻擊機的戰損率接近30%。英國第一種生產的裝甲型飛機，索普威思·火蛇式攻擊機在第一次世界大戰期間始終未能趕上投入服務。

#### 國土防衛
在英國，"RFC本土部隊"不僅負責培訓空中和地勤人員，並準備好將會部署到法國的作戰中隊，而且還提供中隊作國土防禦使用，對抗齊柏林飛船及其後戈塔G轟炸機的空襲。皇家飛行隊(RFC)和皇家海軍航空勤務隊(RNAS)最初成功抵抗德軍的空襲有限，主要的問題是找出並確定入侵者的位置和擁有足夠性能的飛機到達德軍飛船及轟炸機的攻擊高度。
由於大部分作戰中隊都在法國服役，很少能抽調作英國本土防衛。因此，在戰爭期間持續要求訓練中隊提供飛機和空勤人員防衛英國本土。夜間飛行和防禦任務通常由飛行教官駕駛被認為過時和破舊不堪的飛機，雖然被選為教官的飛行員往往是RFC中經驗最豐富的飛行員之一。
RFC於1915年12月正式接管了國土防衛的角色，當時擁有10個永久機場。到1916年12月共有11個RFC國土防衛中隊。

### 聖奧梅爾
隨著戰爭進入公眾稱為奔向大海的機動戰術時期，皇家飛行隊再次隨英國遠征軍向前推進。1914年10月8日，RFC抵達聖奧梅爾，並在當地賽馬場旁邊的機場設立了總部。在接下來的數天裏有四支中隊抵達，並在接下來的四年時間，聖奧梅爾成為所有RFC單位在戰場上的行動中心。雖然大多數中隊只利用聖奧梅爾作為前往其他地點之前的中轉站，隨著增加對RFC的後勤支援，該基地的重要性亦日益增加。

### 特倫查德在法國的統率

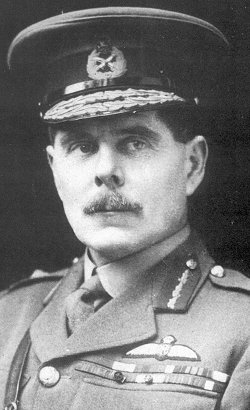
身穿皇家飛行隊制服的特倫查德

休·特倫查德於1915年8月至1918年1月擔任皇家飛行隊駐法部隊指揮官。特倫查德的指揮歲月有三個優先事項。首先，他強調支援和協調地面部隊。支援行動始於偵察和炮兵協調，後來包括低空戰術轟炸敵方地面部隊。雖然特倫查德原則上並不反對對德國的戰略轟炸行動，但他反對將部隊轉移到長程轟炸任務上，因為他認為戰略轟炸並不那麼重要，而且他的資源也過於有限。第二，他強調了士氣的重要性，不只是他自己手下的空勤人員，但更廣泛的是己方飛機的存在對敵方地面部隊的士氣產生了不利的效果。最後，特倫查德堅信進攻性行動的重要性。雖然英軍高級指揮官都廣泛持有特倫查德這種信念，但RFC的攻勢態度導致許多人員和機器的損失，使到一些人懷疑其有效性。

### 1916–1917年
在索姆河戰役之前，皇家飛行隊召集了421架飛機，包括4個風箏式繫留氣球中隊和14個氣球。這些部隊組成了四個航空旅與四個英國陸軍集團軍合作。到1916年11月索姆攻勢結束時，RFC自1916年7月以來損失了800架飛機和252名空勤人員，投下292噸炸彈，拍攝了19,000張偵察照片。
到1917年，協約國的航空部隊感受到了德國空中武力在組織和裝備方面日益增強的優勢的影響。新近於1916年8月成軍的德軍戰鬥機中隊配備了信天翁戰鬥機，給RFC過時的飛機造成了非常沉重的打擊，最終導致損失慘重的血腥四月，這是RFC在第一次世界大戰中踏入最低谷的時候。
為了支援1917年4月9日開始的阿拉斯戰役，RFC部署了25個中隊，共計365架飛機，其中三分之一是戰鬥機(偵察機)。英軍損失了245架飛機，211名空勤人員死亡或失蹤與及108人成為戰俘。德意志帝國陸軍航空隊只損失了66架飛機。
到1917年夏天，引進了新一代技術先進的如S.E.5、索普威思·駱駝式和布里斯托F2等戰鬥機，確保了協約國飛機損失的減少和對敵人造成的損害增加。
到1917年11月，當低空飛行的戰鬥機在康布雷戰役中與推進的坦克和步兵縱隊高度有效地合作。從而使到與英國陸軍的密接空中支援和戰場協作戰術得到了進一步發展，
整個1917年有2,094名RFC空勤人員在行動中喪生或失蹤。

### 義大利戰線
1917年11月義大利軍隊在卡波雷托戰役中慘敗於奧匈帝國和德意志帝國的聯軍，導致RFC第28、45和66三個索普威思·駱駝式戰鬥機中隊、第34和42兩個R.E.8s雙座機中隊和第4氣球大隊調到義大利前線增援。1918年7月增加了飛行布里斯托F2戰鬥機的第139中隊。

### 其餘戰區的行動
RFC中隊也部署在中東和巴爾幹地區。1916年7月在W G H薩蒙德准將的指揮下，皇家飛行隊中東旅成立，將駐紮在馬其頓、美索不達米亞、巴勒斯坦和東非的RFC部隊集中到一個統一的指揮部之下。在中東的RFC部隊在得到更現代化的飛機之前，不得不使用較舊和過時的裝備。RFC巴勒斯坦旅成立於1917年10月，以支援艾倫比將軍對巴勒斯坦地區的鄂圖曼土耳其帝國軍隊的地面進攻。
儘管人數相對較少，但RFC還是向陸軍部隊提供了寶貴的援助，最終擊敗了巴勒斯坦地區、前約旦和美索不達米亞(伊拉克)地區的鄂圖曼土耳其帝國軍隊。

### 1918年
1918年3月的德軍攻勢是德國經濟因皇家海軍的封鎖和戰爭壓力而崩潰之前為贏得戰爭而作出全力的嘗試在攻擊發起後的幾周內，RFC 的機組人員無間斷地飛行各種類型的飛機，經常從極低空的水平去轟炸和掃射德軍地面部隊，同時亦帶回了非固定地面作戰的重要報告。
RFC 為減緩德軍的推進速度做出了重大貢獻，以確保協約國的撤退受控而不會演變成潰敗。皇帝會戰在4月12日達到頂峰，當時新成立的皇家空軍投下的炸彈，飛行任務也比戰爭期間任何一天都多。然而，阻止德軍前進的代價高昂，有400多名空勤人員喪生，1000架飛機在敵方行動中損失。

### 與RNAS的合併
1917年8月17日，揚·史末資將軍向戰爭委員會提交了一份關於未來空中力量的報告。因為空中力量有摧毀敵方土地，大規模摧毀工業和人口中心的潛在能力，他建議建立一個與陸軍和皇家海軍同等地位的新空軍軍種。飛行員從其他兵團借調給皇家飛行隊，當他們不再能夠飛行的，可以返回原來的兵團，其餘仍能夠飛行的飛行員都納入新空軍旗下。新軍種的設立將使西線的皇家海軍航空勤務隊(RNAS)的資源得到充分利用，並結束時有的軍種對立對飛機採購所產生的不利影響。1918年4月1日，RFC和RNAS合併組建皇家空軍(RAF)，並在新的英國空軍部的指揮下管理。皇家空軍從皇家飛行隊在1914年開始時擁有約2,073名官兵，到1919年初擁有4,000架戰鬥機和114，000名各級官兵。

## 外部連結
- https://web.archive.org/web/20080725200628/http://historicfarnborough.co.uk/ - Historic Farnborough, home to the Royal Flying Corps
- Royal Engineers Museum Origins of the Royal Flying Corps/Royal Air Force
- Royal Engineers Museum Royal Engineers and Aeronautics
- Army Air Corps
- RAF Museum （页面存档备份，存于）
- The Museum of Army Flying （页面存档备份，存于）
- http://www.theaerodrome.com/services/gbritain/rfc/ （页面存档备份，存于）
- https://web.archive.org/web/20101130113735/http://wwiaviation.com/toc.html
- https://web.archive.org/web/20080708211944/http://www.spartacus.schoolnet.co.uk/FWWRFC.htm
- http://www.acepilots.com/wwi/br_mccudden.html （页面存档备份，存于）
- http://www.airforce.forces.ca/16w-16e/%5B%5D
- Bermudian  Aviators （页面存档备份，存于）

| 前任： Air Battalion | 皇家飛行隊 1912-1918 | 繼任： 英國皇家空軍 On amalgamation with the RNAS |

Template:Wwi-air